# Naturen på værksted
|  | Denne artikel er oprettet af botten PalnaBot ud fra en ekstern database. Den kan derfor have sproglige fejl eller mangler. Denne skabelon kan fjernes efter kontrol af indholdet. |

Naturen på værksted er en dokumentarfilm fra 1992 instrueret af Marianne Albeck efter manuskript af Marianne Albeck.

## Handling
Det gør ikke noget, at man er født i en andegård, hvis man har ligget i et svaneæg! Hvorfor er svaner så flotte, og hvorfor er ænder ikke større? I denne undervisningsvideo om genteknologi for de mindste klasser diskuterer en skoleklasse og læreren de centrale, etiske spørgsmål om anvendelsen af vor teknologiske viden og kunnen overfor mennesker, dyr og natur. Ind imellem diskussionerne bringes oplysende og underholdende tegnefilmafsnit.